# Polytribax arrogans
Polytribax arrogans är en stekelart som först beskrevs av Johann Ludwig Christian Gravenhorst 1829.  Polytribax arrogans ingår i släktet Polytribax och familjen brokparasitsteklar. Arten är reproducerande i Sverige. Utöver nominatformen finns också underarten P. a. albitarsus.